# Hergiswil bei Willisau
Hergiswil bei Willisau é uma comuna da Suíça, no Cantão Lucerna, com cerca de 1.816 habitantes. Estende-se por uma área de 31,04 km², de densidade populacional de 59 hab/km². Confina com as seguintes comunas: Luthern, Menznau, Romoos, Trub (BE), Willisau Land.
A língua oficial nesta comuna é o Alemão.

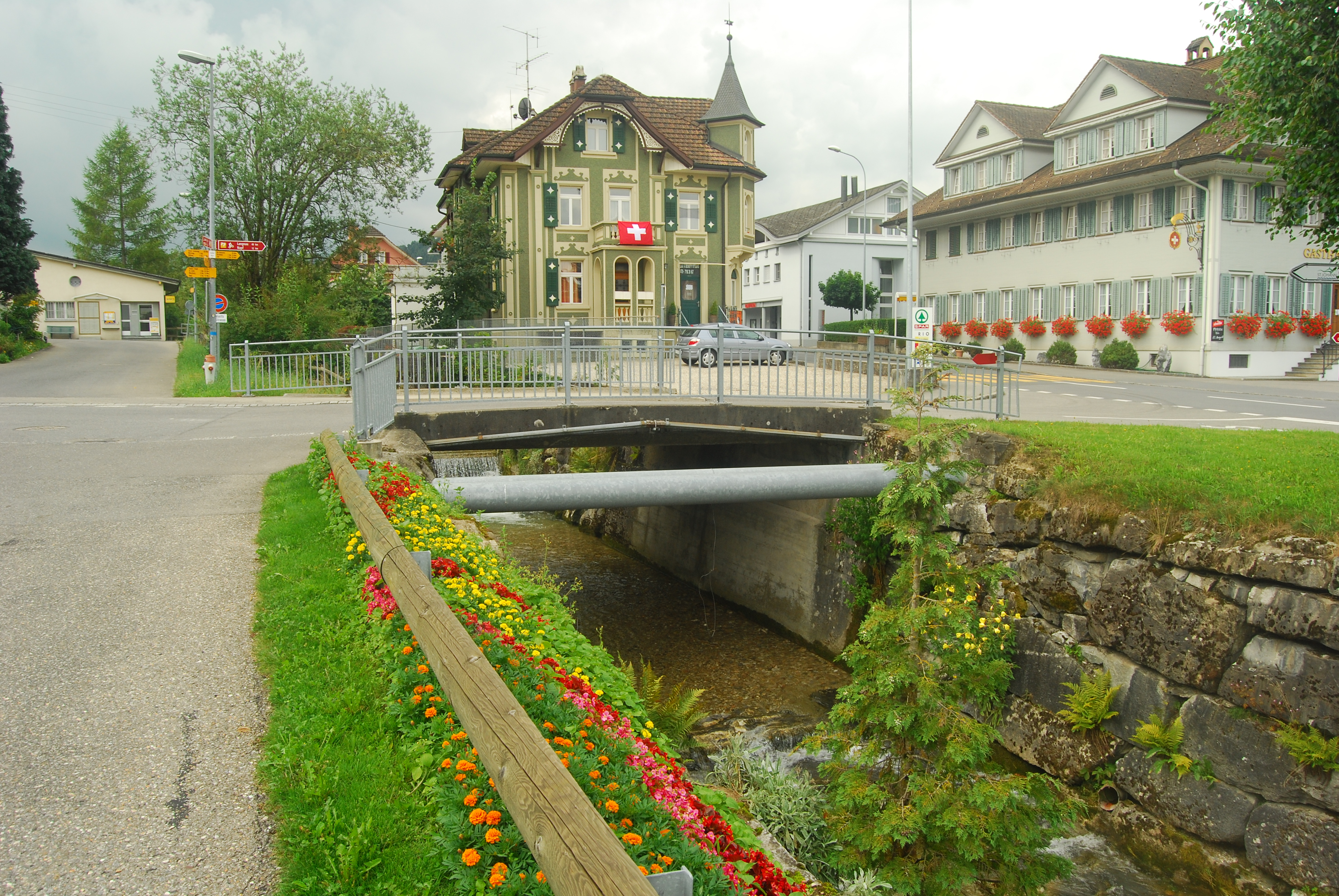
Hergiswil bei Willisau.